# Tratado de Paris (1763)
O Tratado de Paris (em francês: Traité de paix entre le Roi, le roi d'Espagne et le roi de la Grande-Bretagne, 1763) é um tratado de paz assinado em 10 de fevereiro de 1763 entre França e Espanha e Grã-Bretanha e Portugal, com a finalidade principal de encerrar as hostilidades da Guerra dos Sete Anos (1756–1763) e reorganizar os territórios coloniais de cada nação na Ásia e na América do Norte. 
Apesar de ter sido negociado gradativamente em Fontainebleau nos dois anos finais do conflito e assinado em Paris, capital francesa, o tratado inversamente representou uma derrota definitiva dos interesses franceses na América do Norte e a soberania das reivindicações territoriais dos britânicos. O tratado é um documento complexo e intricado de termos e disposições, o que reflete a profundidade do conflito e o presumido impacto dos termos negociados sobre as nações envolvidas. Este documento precedeu em apenas cinco dias o também singular Tratado de Hubertsburg – firmado entre Prússia, Áustria e Saxônia – que encerrou o teatro de operações da guerra no continente europeu. Combinados, ambos os tratados cimentaram a prevalência do Império Britânico em suas colônias mundiais e a supremacia da Prússia como potência expansionista no continente.
Pelos termos detalhados do tratado, a Coroa britânica ampliou sua posição dominante na América do Norte com a anexação de territórios significantes da Nova França (como Montreal e Quebec), enquanto a Transferência da Louisiana para a Espanha foi o evento culminante do fim da presença francesa no continente após mais de dois séculos de investimento colonial.

## Contexto
Ao longo dos séculos XVI, XVII e XVIII, Espanha, Portugal, França e Inglaterra despontaram como as principais potências regionais, projetando seu poderio econômico e militar através do investimento contínuo em rotas de comércio com o Oriente e no desenvolvimento de uma rede colonial extensa no chamado Novo Mundo. Nas primeiras décadas do século XVI, franceses e ingleses investiram fortemente na exploração geográfica da América do Norte movidos pelo interesse em expandir sua rede comercial e estabelecer rotas marítimas alternativas até a Ásia, onde também mantinham atividades comerciais e coloniais. A partir do século XVII, as Províncias Unidas dos Países Baixos (conhecidas coletivamente como "Holanda") desvencilhou-se por completo do controle espanhol e ascendeu como uma relevante potência comercial, eventualmente se beneficiando dos interesses globais das demais potências. Na década de 1700, com o Tratado de União, o monarca inglês passa reinar também sobre Escócia e Irlanda, formando o Reino da Grã-Bretanha e angariando uma posição de ainda maior relevância e poder militar e econômico dentre as potências europeias. 
Neste período, a Europa tornou-se palco de numerosos conflitos entre estas potências, motivadas principalmente por disputas dinásticas e territoriais, como a Guerra dos Nove Anos (1688–1697) e a Guerra da Sucessão Espanhola (1700–1714). Os conflitos neste período eram resolvidos através de tratados e alianças diplomáticas complexas, algumas das quais frágeis demais diante das ambições expansionistas das nações. As disputas e rivalidades históricas foram invariavelmente transportadas para as colónias dos países envolvidos, abrindo caminho às numerosas guerras inter-coloniais. A Guerra dos Sete Anos, o maior destes conflitos de proporção global, é um caso singular por ter se iniciado nas colônias antes de envolver diretamente as metrópoles.
No desenrolar do conflito, a França aliou-se à Espanha e ambos concentraram seus esforços principalmente no continente europeu. A Grã-Bretanha buscou apoiar indiretamente a Prússia no continente enquanto investia pesadamente na vitória sobre os franceses na América do Norte. No contexto do continente americano, o conflito (estudado separadamente como Guerra Franco-Indígena) envolveu nações indígenas locais em alianças estratégicas com franceses e britânicos em meio à disputa por territórios no Vale do Rio Ohio, Acádia e Canadá. Na Ásia, o conflito ocorreu principalmente no subcontinente indiano e no Mar do Sul da China, onde franceses e ingleses competiram pela prevalência das atividades comerciais da Companhia Francesa das Índias Orientais e da Companhia Britânica das Índias Orientais, respectivamente. Espanhóis e holandeses também estenderam suas disputas para a região, buscando consolidar sua presença no lucrativo comércio oriental. 

## Negociações

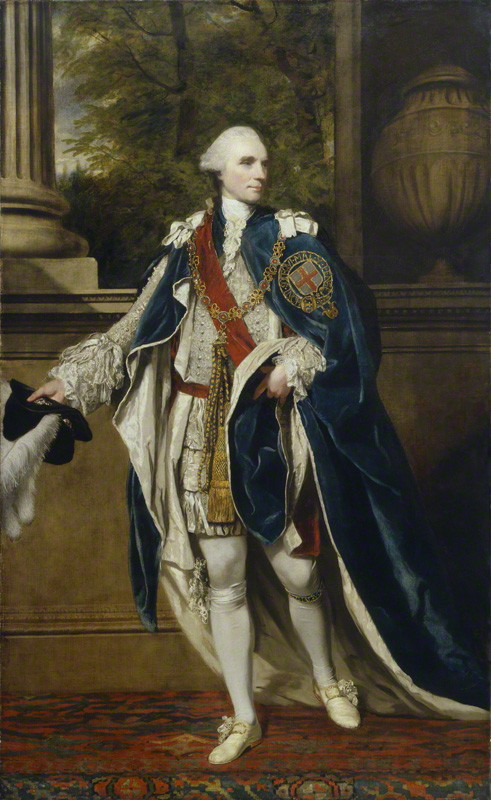
O Primeiro-ministro britânico Lorde Bute, que governou nos dois anos finais da guerra, foi um dos articuladores das trocas territoriais com a França previstas no tratado. Bute desejava manter a estabilidade financeira do Império Britânico e conter possíveis tentativas de contra-ataque francês na América.

Durante a guerra, a Grã-Bretanha conquistou as colônias francesas do Canadá, Guadalupe, Santa Lúcia, Martinica, Dominica, Granada, São Vicente, Granadinas e Tobago (na América). Os principais vencedores do conflito, os britânicos também tomaram os postos comerciais franceses na Índia, Goreia e Senegal e as colônias espanholas de Manila e Havana. A França, por sua vez, havia conseguido a célebre captura de Minorca e de diversos postos comerciais britânicos em Sumatra. A Espanha, beligerante indireto no conflito, também projetou suas ambições colonialistas e conquistou a vila de Almeida e a Colônia do Sacramento de Portugal.

### Questão da Luisiana
A Luisiana compreendia uma ampla extensão de territórios desde o Golfo de São Lourenço, passando pelos Grandes Lagos e as Montanhas Rochosas até o Golfo do México. Em 1682, o explorador francês René Robert Cavelier de La Salle empreendeu uma expedição até a atual Nova Orleães e reivindicou o território explorado em nome de Luís XIV. Desde então, a região foi colonizada por franceses, sendo vital para o prestígio dos franceses em todo o escopo do colonialismo, bem como um fator decisivo de sua presença dominante no continente.
Em 1762, os britânicos impuseram uma vitória esmagadora aos franceses na Batalha de Signal Hill. A França, ao mensurar o provável avanço das tropas britânicas para o sul do território, propôs uma negociação direta com a Espanha sobre o destino da Luisiana no limiar do conflito. Em novembro daquele mesmo ano, França e Espanha firmaram o Tratado de Fontainebleau, garantindo a transferência de porções da Luisiana aos espanhóis independentemente dos termos que seriam acordados posteriormente com os britânicos.
Posteriormente, o Tratado de Paris complementou estas negociações anteriores e estabeleceu a cessão da Luisiana para os britânicos como parte das negociações de paz, culminando no desmantelamento de uma imensa região que vinha sendo de controle dos franceses há séculos. Como parte das manobras negociadas, os britânicos assumiram o controle do território a leste do rio Mississippi, formando sua colônia da Flórida Ocidental enquanto os franceses mantiveram o controle sobre a cidade de Nova Orleães. A Espanha assumiu as terras a oeste do Mississippi, formando a muito maior colônia de Luisiana Espanhola. Estas disposições do tratado foram mantidas até o Tratado Franco-Americano de 1803, em que a Luisiana foi adquirida pelos Estados Unidos, e o Tratado de Adams-Onís (1819), pelo qual a Flórida foi cedida pela Espanha e tornou-se uma região estadunidense.  

### Questão do Canadá

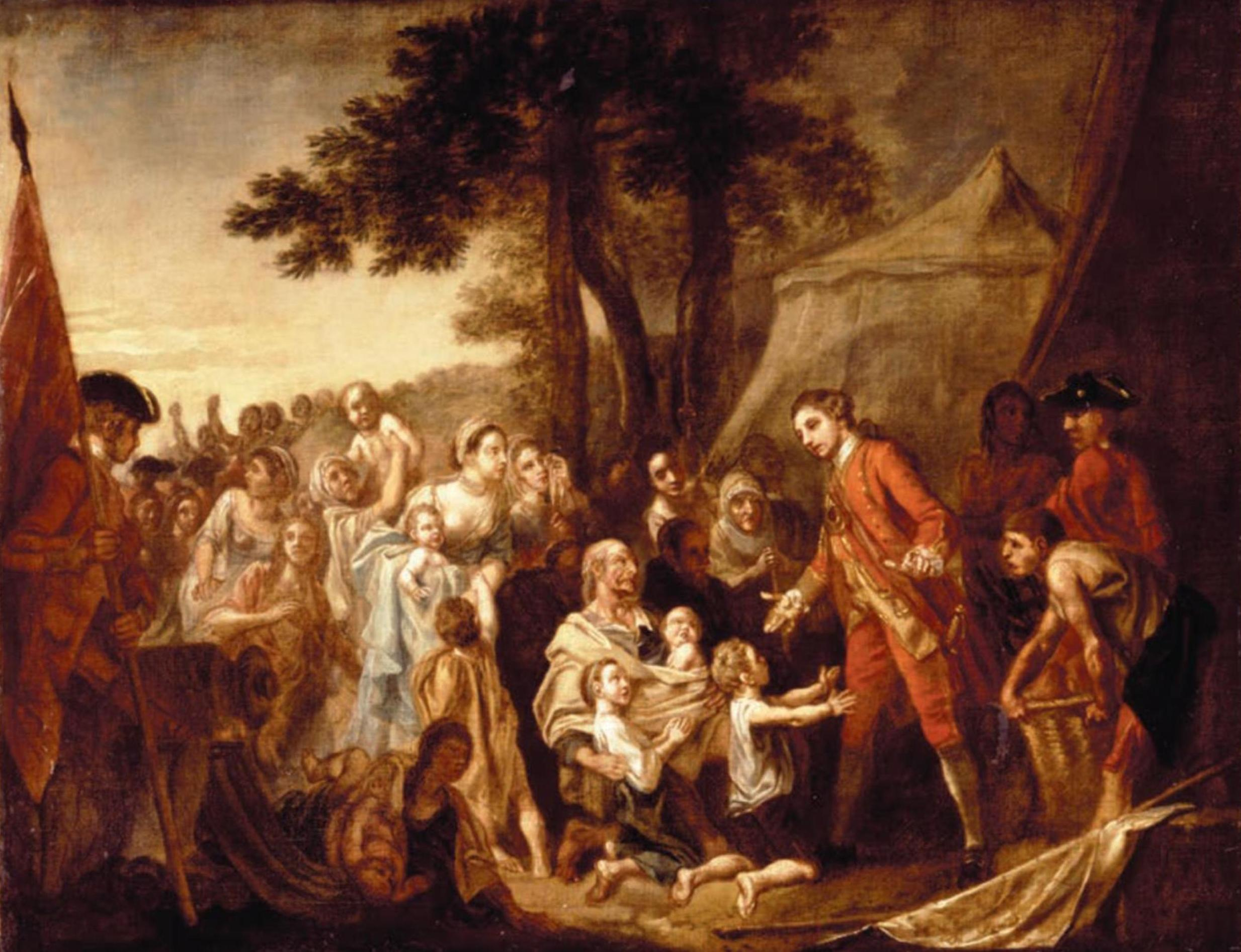
Hayman, Rendição de Montreal ao General Amherst, óleo sobre tela, c. 1760.
Em 8 de setembro de 1760, as forças britânicas consumaram a tomada de Montreal, até então o principal assentamento colonial da Nova França. Com os avanços britânicos a partir desta data, os franceses perceberiam um desfecho trágico cada vez mais provável.

Na década de 1760, Canadá compreendia menos da metade do território do país atual (o atualmente chamado Leste do Canadá), correspondendo basicamente a região das Montanhas Rochosas (a sudoeste de Montreal) até a a costa de Terra Nova no Mar do Labrador. Ainda assim, a região era de importância vital para os franceses, que ali se estabeleceram desde a expedição de Jacques Cartier em 1535. Nas décadas seguintes à chegada de Cartier, a França manteve um controle rígido sobre a região, investindo na colônia através da edificação de fortificações e cidades no litoral atlântico e favorecendo a comercialização com as nações indígenas nativas. Os franceses também consideravam a região ao norte da Terra Nova como uma ampla possibilidade de navegar uma rota alternativa até a China.
A Inglaterra, por sua vez, mantinha suas possessões coloniais ao sul entre a Nova França e o Oceano Atlântico, conhecidas coletivamente como Treze Colônias, das quais a Província da Baía de Massachusetts possuía fronteira diretamente com o Canadá francês. Desde 1700, as duas forças coloniais empreendiam disputas severas por território e expansão que resultaram em profundos conflitos, como a Guerra da Rainha Ana (1702–1713) e a Guerra do Rei Jorge (1744–1748). Em ambos os conflitos, os britânicos haviam tomado diversas regiões do controle francês e os tratados de paz posteriores provaram-se insuficientes para concluir as tensões resultantes.
A Guerra dos Sete Anos, como conflito que herdou todas essas disputas não solucionadas anteriormente, era crucial ao interesse britânico em expandir e consolidar suas conquistas na Nova França. Eventualmente, os britânicos ampliaram fortemente sua presença na região através das sucessivas vitórias no conflito. Na negociação do Tratado de Paris, a Grã-Bretanha optou por devolver a ilha de Guadalupe, uma lucrativa colônia açucareira no Caribe, e manter suas possessões conquistas na América do Norte. Sob a liderança do Duque de Choiseul, a França – que enfrentava um cenário de devastação financeira e esgotamento social severos – relutantemente aceitou os termos e cedeu grande parte do Canadá. Os britânicos renomearam a região como Província do Québec e posicionaram James Murray, um herói da guerra, como governador-geral da região. Maiores negociações entre as duas partes permitiram que súditos franceses emigrassem para regiões sob controle da França e também asseguraram a tolerância religiosa dos britânicos para os católicos que se mantiveram na região. 

### Questão de Dunquerque

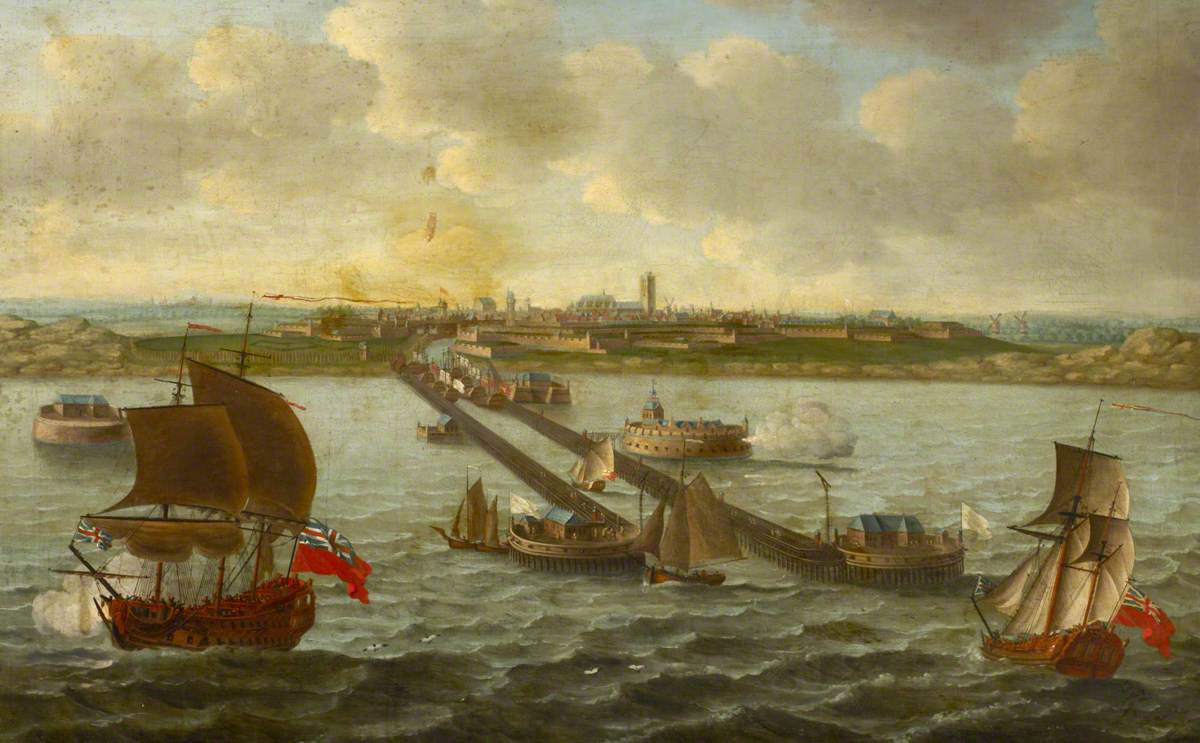
Backhuysen, Vista de Dunquerque no século XVII, óleo sobre tela, c. 1700, Museu Marítimo Nacional.
Pelos termos do tratado, os britânicos conseguiram impor aos franceses a demolição de fortificações em Dunquerque, um ponto de tensão entre as duas potências desde o fim da Guerra dos Nove Anos em 1697.

A cidade portuária de Dunquerque, banhada pelo Canal da Mancha e localizada no Estreito de Dover, foi um dos pontos mais controversos do tratado. Desde o fim da Guerra da Sucessão Austríaca, a França mantinha sua posse sobre a cidade com a condição de remover todas as suas fortificações. Os britânicos temiam que a cidade servisse de ponto de partida de uma eventual tentativa de invasão pelos franceses, o que de fato foi planejado em 1759, durante a Guerra dos Sete Anos, mas abortado em função dos gastos excessivos que a França já enfrentava no decorrer do conflito.
O Tratado de Utreque, firmado em 1714, havia permitido a construção de fortificações francesas na cidade com algumas poucas ressalvas. Esse acordo momentâneo acabou eclipsado pela retomada de rivalidades entre os dois países, especialmente porque a Grã-Bretanha entendia a fortificação de cidades costeiras francesas como uma ameaça direta a sua hegemonia sobre o Mar do Norte. Entretanto, pelos termos do Tratado de 1763, a França teve de se submeter às condições impostas anteriormente pelo Tratado de Aquisgrão e destruir as fortificações militares na região. Esta questão continuou a ser uma fonte de ressentimento político para os franceses e foi novamente debatida e encerrada no Tratado de Paris, exatamente vinte anos depois, que reconheceu uma série de provisões favoráveis à França no contexto da Guerra Revolucionária Americana.
| Trocas territoriais previstas pelo Tratado de Paris (1763) | Trocas territoriais previstas pelo Tratado de Paris (1763) | Trocas territoriais previstas pelo Tratado de Paris (1763) | Trocas territoriais previstas pelo Tratado de Paris (1763) |
| Território | Soberania                                                  | Soberania                                                  | Estado atual                                               |
| Território | ← Pré-tratado                                              | Pós-tratado →                                              | Estado atual                                               |
| --- | ---------------------------------------------------------- | ---------------------------------------------------------- | ---------------------------------------------------------- |
| Acádia | França                                                     | Grã-Bretanha                                               | Canadá                                                     |
| Cabo Bretão | França                                                     | Grã-Bretanha                                               | Canadá                                                     |
| Canadá | França                                                     | Grã-Bretanha                                               | Canadá                                                     |
| Cuba | Grã-Bretanha                                               | Espanha                                                    | Cuba                                                       |
| Flórida | Espanha                                                    | Grã-Bretanha                                               | Estados Unidos                                             |
| Guadalupe | Grã-Bretanha                                               | França                                                     | França                                                     |
| Luisiana | França                                                     | Grã-Bretanha                                               | Estados Unidos                                             |
| Luisiana | França                                                     | Espanha                                                    | Estados Unidos                                             |
| Martinica | Grã-Bretanha                                               | França                                                     | França                                                     |
| Minorca | França                                                     | Grã-Bretanha                                               | Espanha                                                    |
| Nova Escócia | França                                                     | Grã-Bretanha                                               | Canadá                                                     |
| Pondicheri | Grã-Bretanha                                               | França                                                     | Índia                                                      |
| Rio Grande | Espanha                                                    | Portugal                                                   | Brasil                                                     |
| Sacramento | Portugal                                                   | Espanha                                                    | Uruguai                                                    |
| Saint-Louis | França                                                     | Grã-Bretanha                                               | Senegal                                                    |
| Santa Lúcia | Grã-Bretanha                                               | França                                                     | Santa Lúcia                                                |
| São Pedro e Miquelão | Grã-Bretanha                                               | França                                                     | França                                                     |
| Diversos destes territórios eram administrados separadamente como vilas, portos, fortificações ou partes integrantes de possessões coloniais. A nomenclatura desta lista é de acordo com os termos especificados no texto integral do Tratado de Paris de 1763. |                                                            |                                                            |                                                            |

## Termos

### Artigos 1–3: restabelecimento da paz

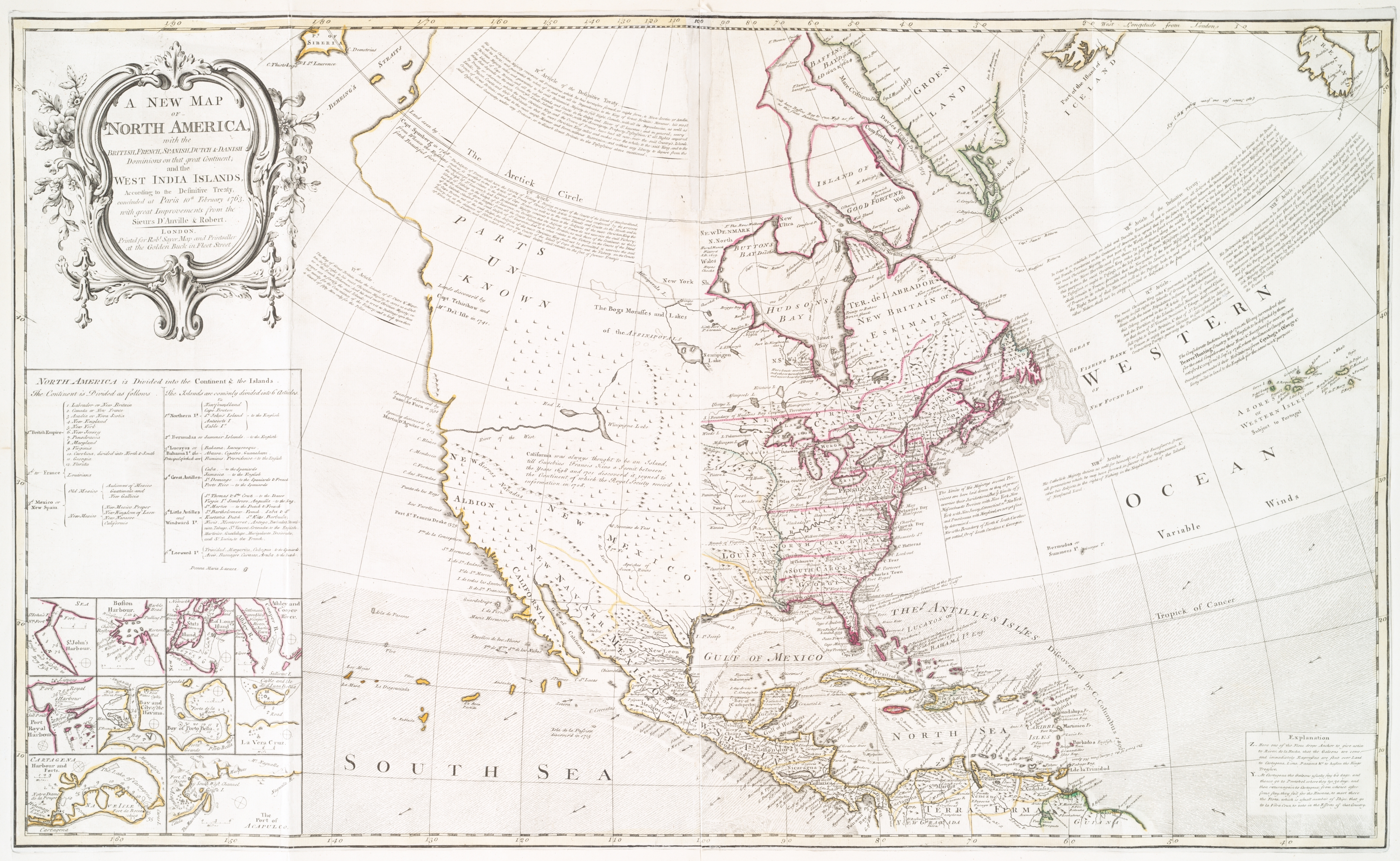
Um novo mapa da América do Norte segundo as provisões do Tratado de 1763, de autoria de Robert Sayer e d'Anville, parte do acervo da Biblioteca Pública de Nova Iorque. O mapa detalha todas as transferências territoriais previstas pelo Tratado de Paris entre Grã-Bretanha e França.

Os artigos I ao III do Tratado de 1763 abordam especificamente o restabelecimento da paz entre as partes beligerantes com recomendações expressas de que autoridades coloniais fomentem e cumpram diversas medidas de evacuação de tropas estrangeiras dos territórios cedidos. O Artigo I estabelece a paz definitiva entre as nações envolvidas e seus respectivos soberanos e súditos, orientando para que seja restabelecido o comércio e atividades econômicas, bem como cooperação política e cultural entre as nações envolvidas anteriormente no conflito. O destaque para a orientação de que os povos até então beligerantes busquem uma relação pacífica e de tolerância a partir da data de assinatura do tratado demonstra a intensidade das hostilidades durante o conflito e a maneira como as rivalidades que anteriormente se restringia às negociações entre as potências foi herdada pelas populações coloniais. Além disso, o conflito em geral deixou um profundo impacto sobre a cultura, a sociedade e os povos envolvidos tanto no continente europeu quanto nas colônias. Os países beligerantes, em especial a Grã-Bretanha, que venceu o conflito e assumiu o controle de extensas quantidades de terras outrora sob domínio de franceses e espanhóis, procurou maneiras de manter a estabilidade dentro dos territórios adquiridos e evitar prováveis revoltas e insubordinações de colonos.
O Artigo II reafirma e estabelece novamente os termos acordados por tratados comerciais e de paz entre ingleses, franceses e espanhóis desde o Tratado de Vestfália de 1648 até o Tratado de Utreque, firmado em 1713. O primeiro encerrou as hostilidades da Guerra dos Trinta Anos lançando as bases da diplomacia moderna, como o reconhecimento da soberania dos Estados e o não-intervencionismo. O segundo pôs fim à também custosa Guerra da Sucessão Espanhola e sacramentou diversas trocas territoriais entre as monarquias europeias ao reconhece a Casa de Bourbon no trono espanhol. Com esta disposição declarada no segundo artigo do Tratado de 1763, Grã-Bretanha, França e Espanha restabelecem a vigência destes tratados anteriores e a legitimidade de suas possessões ultramarinas. No artigo segundo, o texto do tratado reconhece estes tratados anteriores como "base fundamental da paz" entre as nações.
Em seu terceiro artigo, o Tratado de 1763 estipula a devolução de embarcações militares e comerciais bem como de prisioneiros de guerra, reféns e refugiados mantidos em cativeiro durante o conflito. O artigo estabelece que todas as possessões tomadas temporariamente por outras nações no contexto do conflito deveriam ser repatriadas e reembolsadas ao seu soberano de direito "em bom estado". Isto reflete a intenção em restabelecer e fomentar as relações comerciais e diplomáticas entre as nações europeias tal qual eram anteriormente ao conflito, o que só seria viável com uma reparação equilibrada das perdas materiais e humanas de todas as partes envolvidas.

### Artigos 4–9: cessões de territórios naAmérica

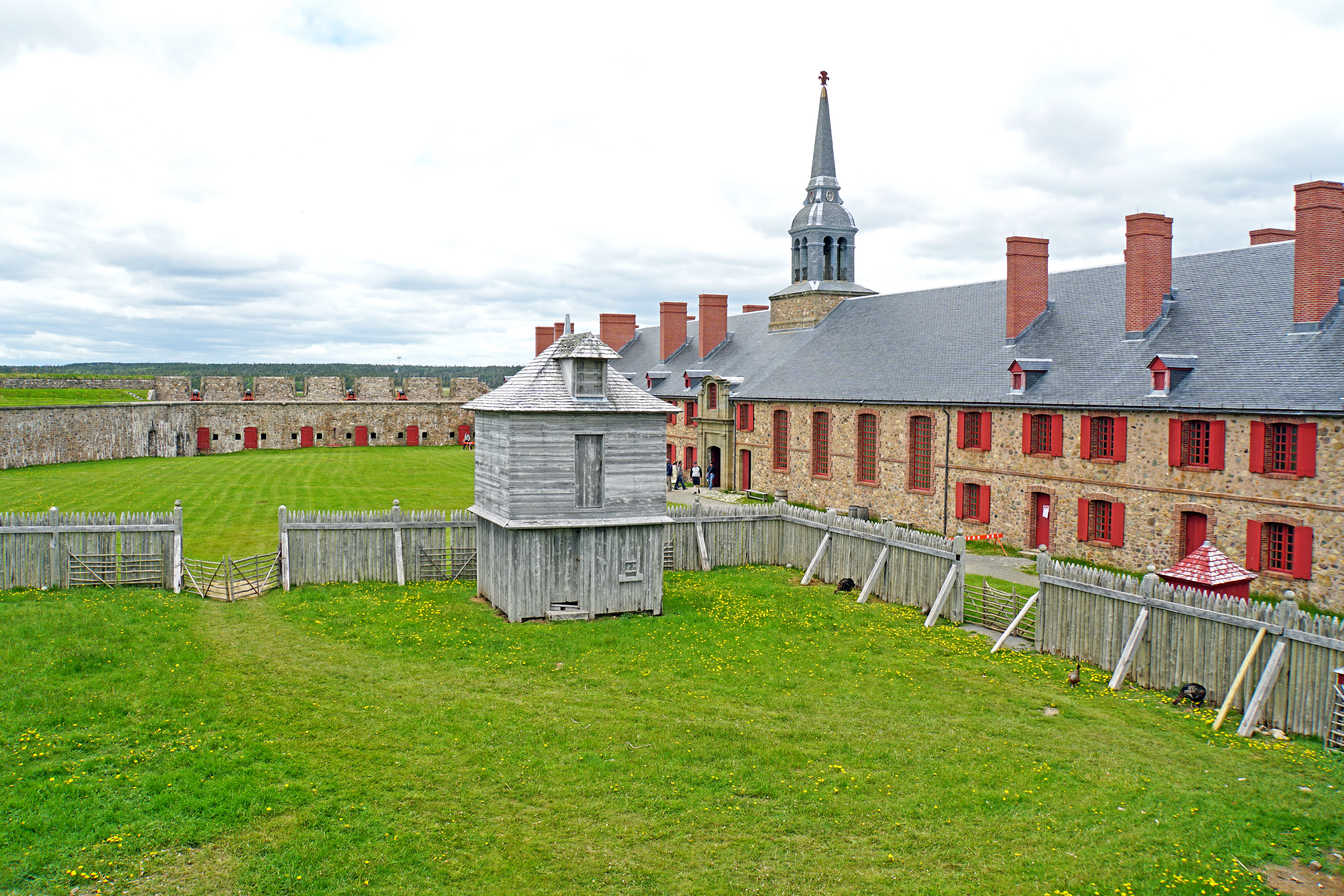
Pátio central do Forte Louisbourg, em Cabo Bretão, construída pelos franceses em 1713 e cedida para os britânicos pelo Tratado de 1763. No seu auge, a região era um dos portos pesqueiros mais movimentados das Américas.

Os artigos 4 ao 9 do Tratado de 1763 abordam as cessões de territórios e trocas de territórios entre as potências envolvidas no conflito, notadamente Grã-Bretanha e França. Os termos acordados nestes artigos são essencialmente o reconhecimento da vitória britânica sobre as pretensões francesas e o início do declínio do poder colonial francês no continente americano. A América, como um dos principais teatros de operações do conflito, foi um fator amplamente debatido e cuidadosamente negociado entre franceses e britânicos. Além disto, a maior parte das colônias de ambas as nações estavam situadas na América do Norte e no Caribe, regiões nas quais as disputas comerciais e políticas entre os dois países perduravam desde, pelo menos, a Guerra da Sucessão Espanhola.
No quarto artigo do tratado, a França formalmente abre mão de sua soberania na Acádia, Nova Escócia e Canadá, incluindo a Ilha do Cabo Bretão (anteriormente ocupada pelos britânicos em 1758 e uma das principais reivindicações francesas no prelúdio do conflito) e todos as demais "ilhas, costas e terras" anteriormente detidas pela Coroa francesa. O artigo também estabelece que a Grã-Bretanha passa a controlar formalmente toda a Bacia do São Lourenço, incluindo os canais, ilhas e fortificações construídos pelos franceses até aquela data. Dentro dos termos assinados neste artigo, a Coroa britânica se comprometeu a tolerar a confissão católica dos habitantes destes territórios. Além disto, a Coroa britânica reconheceu a possibilidade de resistência de colonos franceses em ser governados por autoridades estrangeiras e abriu o precedente para que aqueles insatisfeitos com a transferência de soberania do território fossem pacificamente realocados para regiões sob domínio francês.

O Tratado de Paris estabeleceu que a França cederia Cabo Bretão e receberia em troca São Pedro e Miquelão, que ainda nos dias atuais é a única coletividade ultramarina francesa na América do Norte.

No quinto artigo do tratado, a Coroa britânica permite parcialmente a atividade pesqueira dos colonos franceses na costa da Terra Nova, mas restringe atividades comerciais de franceses na Ilha do Cabo Bretão e na Bacia do São Lourenço, conforme já havia sido estipulado pelo Tratado de Utreque décadas antes. Cabo Bretão era um importante entreposto comercial e porto pesqueiro construído pelos franceses na década de 1710, sendo considerada um dos termos mais valiosos tanto do conflito quanto do tratado que o solucionou. A restrição da atividade comercial francesa na localidade após a transferência de domínio aos britânicos representou uma estratégia crucial que visava impedir a continuidade da competição comercial entre franceses e britânicos após o tratado. Como forma de compensar os danos comerciais causados pela perda de Cabo Bretão, a Grã-Bretanha em contrapartida cede aos franceses as ilhas de São Pedro e Miquelão, no golfo de São Lourenço. O tratado reconhece ainda que o território é propício para o estabelecimento de um porto pesqueiro francês sem, no entanto, permitir a construção de fortificações pelos franceses na região.
Nos três artigos seguintes, o Tratado de 1763 formaliza as trocas territoriais abaixo do Canadá e dos Grandes Lagos, especialmente nos territórios banhados pelo Golfo do México. Desta forma, os franceses cedem aos britânicos a cidade Mobile, no atual estado estadunidense do Alabama, e os territórios a leste do rio Mississipi, com exceção da cidade de Nova Orleães. Com relação às colônias caribenhas, os britânicos devolvem aos franceses as ilhas de Guadalupe, Marie-Galante, La Désirade e Martinica. Em contrapartida, os franceses cedem aos britânicos as possessões de Granada, Granadinas, São Vicente, Dominica, Tobago e recebem de volta Santa Lúcia.

### Artigos 10–11: cessões de territórios naÁfricaeÁsia

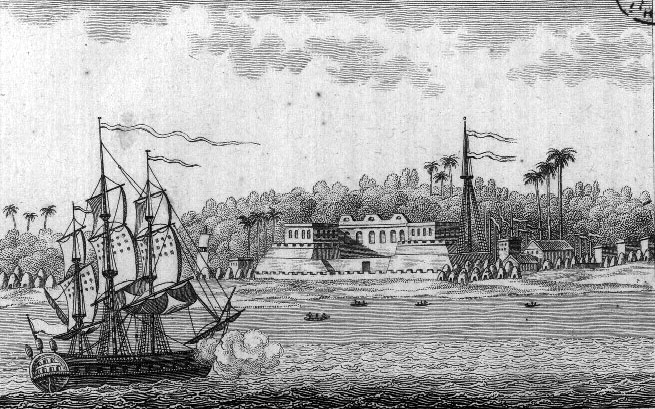
Ilustração de Geoffroy de Villeneuve que retrata a Ilha de Saint-Louis por volta de 1790. O Tratado de 1763 abordou também a partilha de territórios anteriormente sob domínio exclusivo francês na região do rio Senegal, abalando definitivamente as bases do Império colonial francês na África.

Nos artigos 10 ao 14, Grã-Bretanha e França estabelecem diversos acordos sobre a devolução de territórios em outros teatros operacionais do conflito. Apesar de a América, em especial a América do Norte, ter sido o cerne e palco principal da guerra, os confrontos estenderam-se para as colônias de todos os países envolvidos na África atlântica e no Sudoeste asiático. Sendo assim, o Tratado de 1763 estabelece nestes artigos que os britânicos deveriam devolver a Ilha de Goreia aos franceses e receber em troca as fortificações francesas ao longo do rio Senegal, como Saint-Louis, Galam e Podor aos franceses. Estas regiões que compõem atualmente o Senegal era cruciais para o monopólio da extração e comercialização de ouro pretendidos pelos britânicos. O Senegal voltaria a ser colonizado pelos franceses em outros momentos de sua história e através de novos tratados e convenções diplomáticas entre as duas nações ao longo do século XIX, deixando um vasto legado de colonização francesa na região até os dias atuais. 
No contexto das colônias asiáticas, a situação relativamente mais complexo e delicada, envolvia o reconhecimento e recompensas aos clãs locais que haviam se envolvido nas disputas entre as nações europeias com a finalidade de conquistar seus benefícios próprios. O décimo-primeiro artigo do tratado estabelece que tanto Grã-Bretanha quanto França reconheceriam a soberania de Maomé Ali Khan Wallajah como Nababo do Sultanato Carnático e Salabate Jangue como Subedar do Decão, encerrando as Guerras Carnáticas. Além disto, neste trecho do tratado, britânicos cedem Bengala e Malabar e recebem Sumatra dos franceses.

### Artigos 12–14: cessões de territórios naEuropa
Nos artigos 12 ao 15, o tratado discorre sobre as cessões de territórios europeus entre as partes beligerantes. Este trecho do documento é interessante por demonstrar os pormenores e a complexidade das negociações territoriais, uma vez que grande parte destes territórios não foram o cerne da disputa entre as potências durante o conflito propriamente dito. Os territórios negociados neste trecho do tratado eram reminiscências de disputas dinásticas e expansionistas anteriores, como a Guerra dos Nove Anos e a Guerra dos Sete Anos. 
No artigo decimo primeiro, a Grã-Bretanha recebe volta a ilha de Minorca, que havia sido capturada pelas tropas francesas sob a liderança do Duque de Richelieu em 1756. Minorca e também Gibraltar haviam sido cedidas pelos espanhóis aos ingleses pelos termos do Tratado de Utreque em 1714 e revelou-se gradualmente uma pressão diplomática para franceses e espanhóis por representar a presença britânica no Mediterrâneo. Mantida em estado precário nas décadas seguintes como consequência do desinteresse efetivo britânico na região, Minorca foi conquistada pela França na Guerra dos Sete Anos, revelando-se como uma complexa peça de manobra que aproximou a então neutra Espanha do conflito mais direto contra os britânicos.
Nos artigos seguintes, a França foi obrigada a desmilitarizar a cidade portuária de Dunquerque conforme já havia sido previsto pelo Tratado de Aquisgrão de 1748, que encerrou a Guerra da Sucessão Austríaca. Além disto, a França também devolveria os territórios ocupados em Hesse-Kassel, Brunsvique e Eschaumburgo-Lipa e deveria retirar suas tropas dos territórios pertencentes ao Reino da Prússia, nomeadamente Cleves e Wezel. Os britânicos, por sua vez, se comprometeram a retirar suas tropas das regiões de Baixa Saxônia e Baixo Reno.